# فريديريك لانكستر

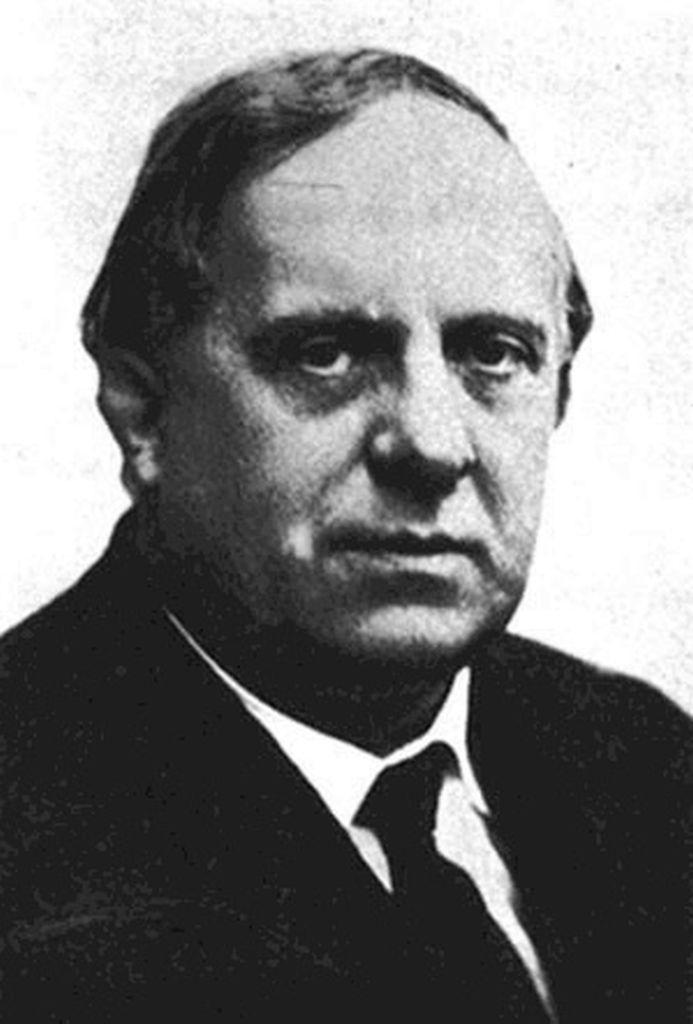

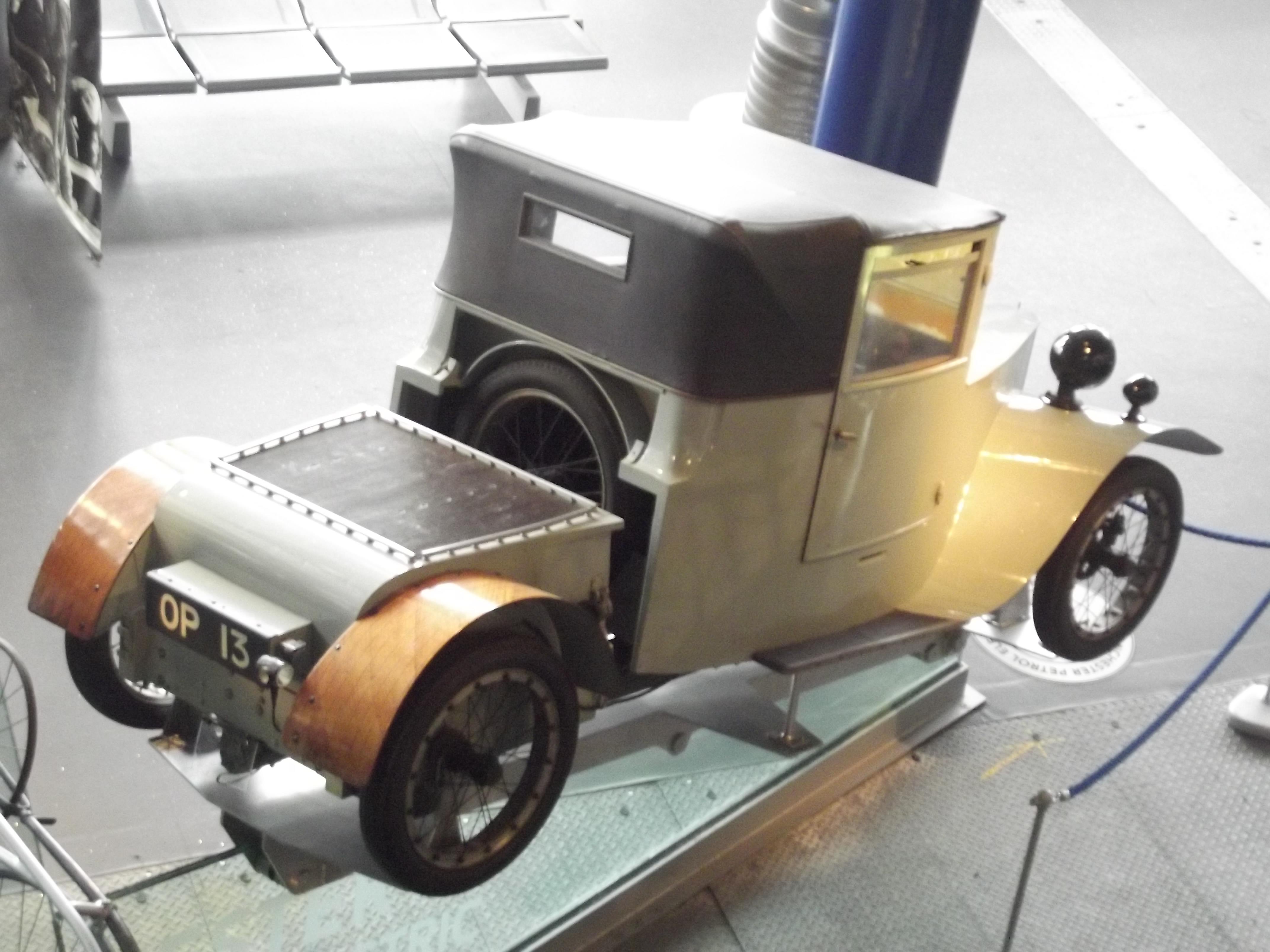

فريديريك ويليام لانكستر (بالإنجليزية: Frederick W. Lanchester)‏ FRS و Hon FRAeS (ولد في 23 تشرين الأول عام 1886) هو موسوعي و مهندس إنكليزي ساهم بكثافة في هندسة السيارات و ديناميكا الهواء كما شارك في في اختراع بحوث العمليات.

## حياته
ولد لانكستر في لويشام في لندن, والده هنري جونز لانكستر، مهندس معماري و والدته أوكتافيا معلمة. شقيقه الأكبر هنري فوغان لانكستر مهندس معماري كوالدهما. في عمر السنة انتقلت عائلته إلى برايتون.

## أعماله
```
عمل خلال حياته لشركات مثل «Forward Gas Engine Company» في سالتلي في 
بيرمنغهام
 و «Crossley». هو الذي اكتشف دوامات أطراف الأجنحة في عام 1907 بعد سلسلة من الدراسات.
[
5
]
```

## روابط خارجية
- فريديريك لانكستر على موقع الموسوعة البريطانية (الإنجليزية)